# Selci (rivière)
Pour les articles homonymes, voir Selci (homonymie).
La Selci  est un cours d'eau de la province de Pérouse, de la région Ombrie en Italie et un affluent droit du fleuve le Tibre.

## Géographie
Sa longueur est de 4 km. Il est le résultat de la jonction des torrents Rio di Valdimonte et Lama à Lama, frazione de la commune de San Giustino.
La Selci est un affluent de la rive droite du fleuve Tibre, près de Selci, hameau de la commune de San Giustino.